# 聖誕頌 (電影)
《聖誕頌》（英語：The Nativity Story）是一齣2006年上映、關於耶穌降生的電影。

## 大綱
電影以諸聖嬰孩被殺開始。其餘交待聖母聞報和耶穌基督降生，解釋為什麼大希律王下令屠殺。
少女馬利亞已許配給約瑟，上帝告訴她她將會懷有神的兒子，要為他起名耶穌。馬利亞然後探望表親以利沙伯，並見證以利沙伯誕下施洗約翰。以利沙伯當時已過了生育年齡，他的丈夫是撒迦利亞。馬利亞回程時發現懷孕了，使她的父母和約瑟大驚。馬利亞被指控不貞，若指控成立她可公開被石頭砸死。起初約瑟並不相信馬利亞的解釋說有天使向她報喜，也不相信她恪守貞操，所以打算把她休棄。但他休妻之前，同一位天使臨到他，他便相信馬利亞。
同時，奧古斯都大帝下令所有男人和他的家人都必須回到出生地作人口普查。約瑟是大衛王的後裔，因此他得越過石原，從拿撒勒回到伯利恆。這路程需要幾個星期時間行走。他們到達伯利恆時，馬利亞胎兒作動了。約瑟想找個地方給兩人住下，但因普查的關係，所有旅舍都滿客了。最後一刻，旅舍主人把他們安置在馬槽裏。
劇情交待馬利亞的故事時，另一邊廂是東方三博士的旅行，他們已發現三星會形成一大星。天使加百列臨到三博士之後，此伯利恆之星在便在他們面前出現。三博士謁見希律王，告訴他猶太人的王已經誕生。希律以自己為猶太人的王，因此他叫他們東行探訪新生的耶穌，並回來彙報耶穌的所在，假裝自己也要去敬拜他。馬利亞和約瑟不知情的情況下，三博士在馬槽出現，並向嬰兒耶穌獻上黃金、乳香、沒藥。
天使指引博士不要回到希律那裏，而是繞道回到他們的原處。希律王知道三人背離了他，為了報復便下令所有兩歲以下的伯利恆男嬰都要被殺。約瑟在夢中得知此危險，便帶同馬利亞和耶穌前往埃及地。

## 演員
- 姬莎·卡索-休斯 飾 馬利亞
- 索瑞·安達斯魯 飾 以利沙伯
- 奧斯卡·伊薩克 飾 約瑟
- 史丹利·湯森（英语：Stanley Townsend） 飾 撒迦利亞
- 希朗·漢德 飾 希律王
- 亞歷山德羅·朱卓利（Alessandro Giuggioli）飾 安提帕斯王子
- 希亞姆·阿巴斯（英语：Hiam Abbass） 飾安妮
- 亞歷山大·希迪格 飾 加百列